# Trstenjak
Trstenjak je priimek več znanih Slovencev: 
- Alojzij Trstenjak (1887—1964), pravnik in krajevni zgodovinar
- Ante Trstenjak (1894—1970), slikar in grafik
- Anton Trstenjak (1853—1917), pisatelj ter gledališki zgodovinar in organizator
- Anton Trstenjak (1906—1996), filozof, antropolog, psiholog, teolog, univ. profesor, akademik
- Danilo Trstenjak (*1960), lutkar animator
- Davorin Trstenjak (1817—1890), duhovnik, pedagog, pisatelj, etimolog, zgodovinar
- Davorin (Martin) Trstenjak (1848—1921), šolnik, strokovni pisec in pisatelj
- Franci Trstenjak (*1963), duhovnik, radijski urednik
- Ivan (Davorin) Trstenjak (1865—?), telovadni pedagog v Mariboru
- Janez Trstenjak (1823—1856), rodoljub (duhovnik)
- Jože Trstenjak (*1930), zdravnik kirurg
- Lojze Trstenjak (1920/1—94), novinar
- Luiza Trstenjak (1862—1918), operna pevka, sopranistka
- Tina Trstenjak (*1990), judoistka
- Tomo Tr(s)tenjak (1823—1849)?, odvetnik, politik
- Verica Trstenjak (*1962), strokovnjakinja za evropsko pravo, generalna pravobranilka in sodnica Evropskega sodišča, univ. profesorica